# استخر

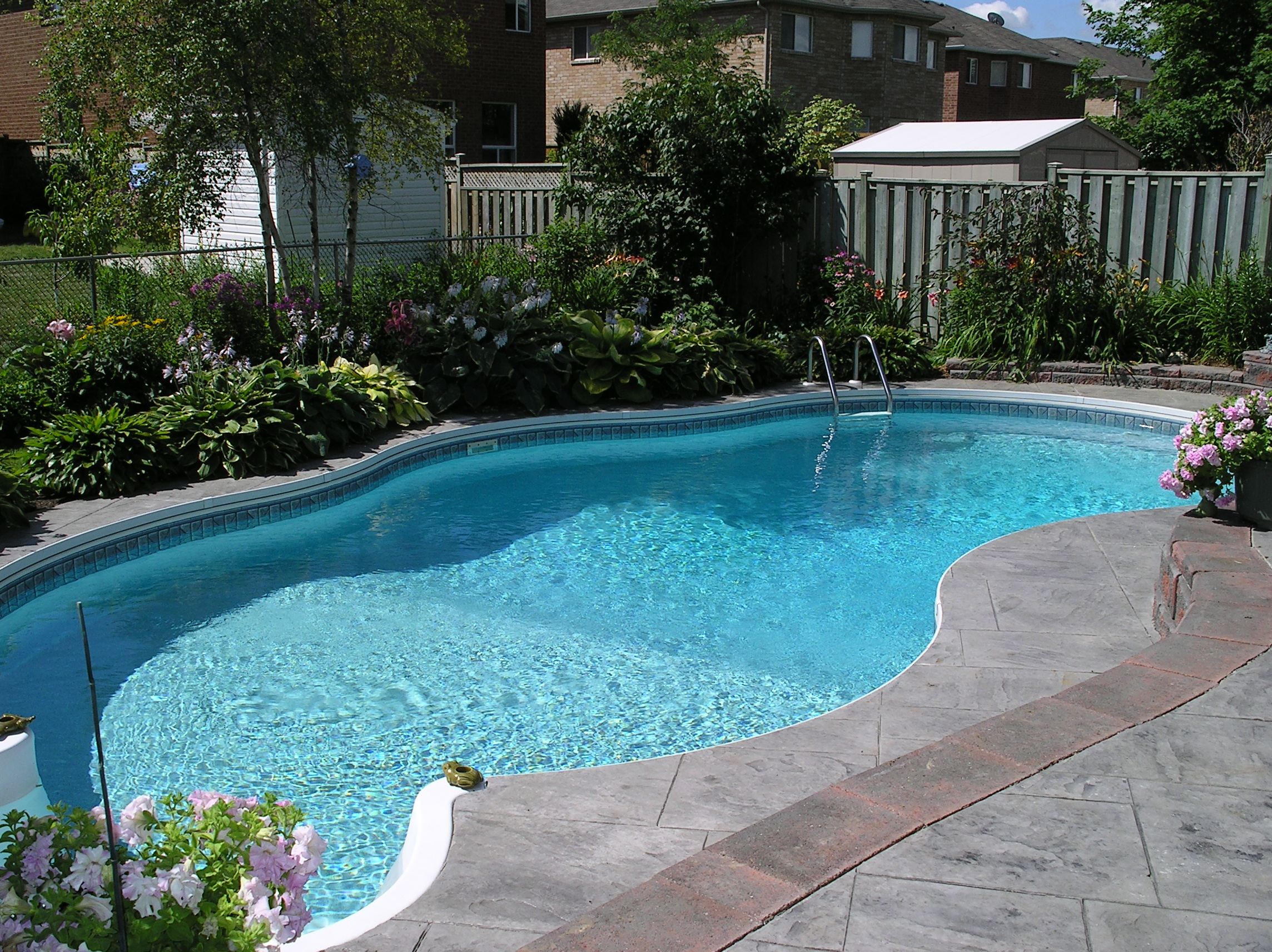
یک استخر شخصی

استخر آب، آبگیری مصنوعی است که برای شنا، آب‌تنی، تفریح، سرگرمی و ورزش‌های آبی مانند واترپلو و غواصی استفاده می‌شود. از استخر آب همچنین برای مصارف آموزشی و علمی نیز استفاده می‌گردد.

## پیشینه

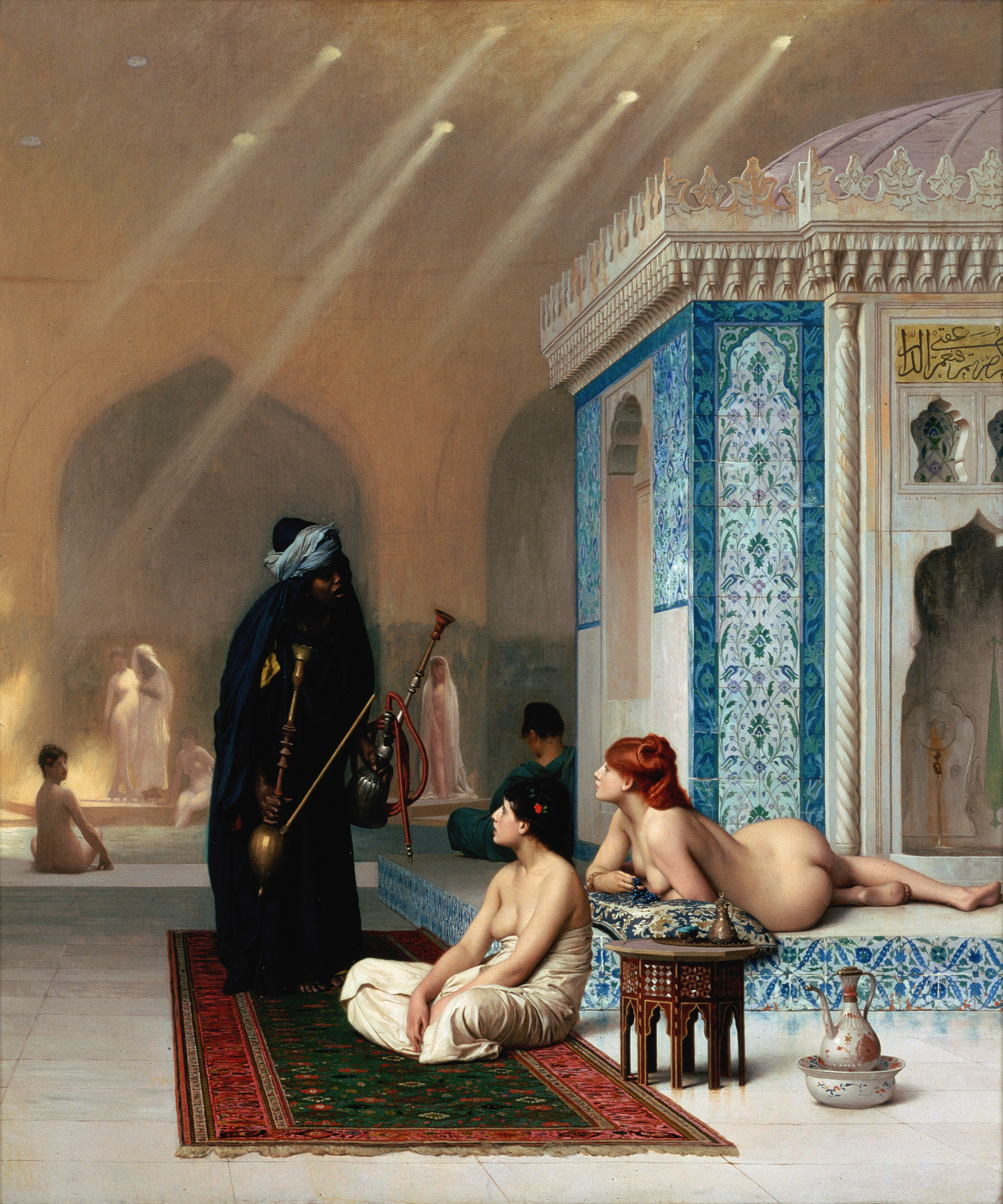
استخرِ حَرم‌سرا، نام اثری است از ژان-لئون ژروم. اثر برده‌ای را در حین خدمت به زنان حَرم‌سرا در حمام ترکی حرم‌سرا به تصویر کشیده‌است.

«حمام بزرگ» نخستین مخزن آب همگانی در جهان باستان می‌باشد که بیش از ۵۰۰۰ سال پیش در موهنجو-دارو، یکی از شهرهای پاکستان وجود داشت. این مخزن حدود ۱۲ متر طول از شمال به جنوب و ۷ متر عرض داشت و بیشترین عمق آن ۴/۲ متر بوده‌است.
دو راه‌پله عریض از شمال و جنوب مخزن به سمت کف آن ایجاد می‌کردند، در لبهٔ پله‌ها نرده‌هایی چوبی نصب می‌کردند و در پایین پله‌ها نیز یک فضای مسطح به اندازه عرض کل استخر می‌ساختند به گونه‌ای که افراد بتوانند از پله‌ها پایین آمده و در عرض استخر بدون اینکه به فضای اصلی استخر وارد شوند حرکت کنند.
مخزن آب را نیز با آجرهای ریز کف‌بندی و با یک لایهٔ ضخیم از قیر طبیعی طرفین مخزن را زیرسازی کرده و لبه و دیوارهای اطراف را با گچ می‌ساختند.

## امنیت
برای امنیت و حفظ جان مردمی که از استخر استفاده می‌کنند شرایطی باید برقرار باشد از جمله:
- استفاده از آب پاک و بدون آلودگی[۱]
- انجام اقدام‌های لازم برای بهداشت استخر و آب[۱]
- وجود تجهیزات نجات در نزدیکی استخر[۱]
- امکان دیدن کف استخر[۱]
- عدم وجود اجسام نوک‌تیز در نزدیکی یا داخل استخر[۱]
- مدیریت تعداد افراد حاضر در استخر و عدم شلوغی[۱]
- وجود روشنایی اضطراری[۱]
- عدم عبور سیم‌های برق افقی، با فاصله‌ای معادل حداقل ۶ متر از لبهٔ استخر[۱]
- عدم وجود مدارهای الکتریکی محافظت نشده در نزدیکی استخر[۱]
- عدم استفاده از مواد شیمیایی غیر استاندارد در آب استخر[۱]
- نشانه‌گذاری لازم باید وجود داشته باشد[۱]

## انواع استخر از لحاظ ساخت
- استخر پلی اتیلنی
- استخر بتنی
- استخر پیش ساخته یا فایبرگلاس
- استخر نیمه بتنی
- استخر شیشه ای

استخرهای شنا در ۳ نوع فایبرگلاس، وینیل و بتنی قابل بهره برداری هستند. که بیشترین روش پیاده سازی سازه به صورت بتنی است که می توان آن را به عنوان کامل، گران و بادوام ترین روش در نظر گرفت. در استخرهای شنا بتنی امکان پیاده سازی تمامی شکل ها و طراحی ها وجود دارد. این نوع دارای عمر طولانی نسبت به سایر روش ها است.
استخر پیش ساخته که از جنس فایبرگلاس است، در مقایسه با استخر بتنی و پلی اتیلنی قیمت کمتری دارد. علاوه بر این زمان نصب سریعتر دارد و نگهداری از آن به تخصص فنی نیاز ندارد. به همین دلیل امروزه خیلی از افراد استخر پیش ساخته راانتخاب می کنند.

#### تجهیزات مورد نیاز برای ساخت استخر:
برای ساخت موتورخانه یک استخر، سونا و جکوزی باید از تجهیزات گرمایشی صنعتی استفاده کرد.
- دیگ آبگرم
- دیگ بخار
- فیلتر شنی
- سختی گیر
- مبدل حرارتی
- منبع کویل دار
- موگیر
- پمپ
- شیرآلات و اتصالات

###### طراحی موتورخانه شامل سه بخش کلی است:
1. گرمایش
2. تصفیه آب
3. پمپاژ

## نگارخانه

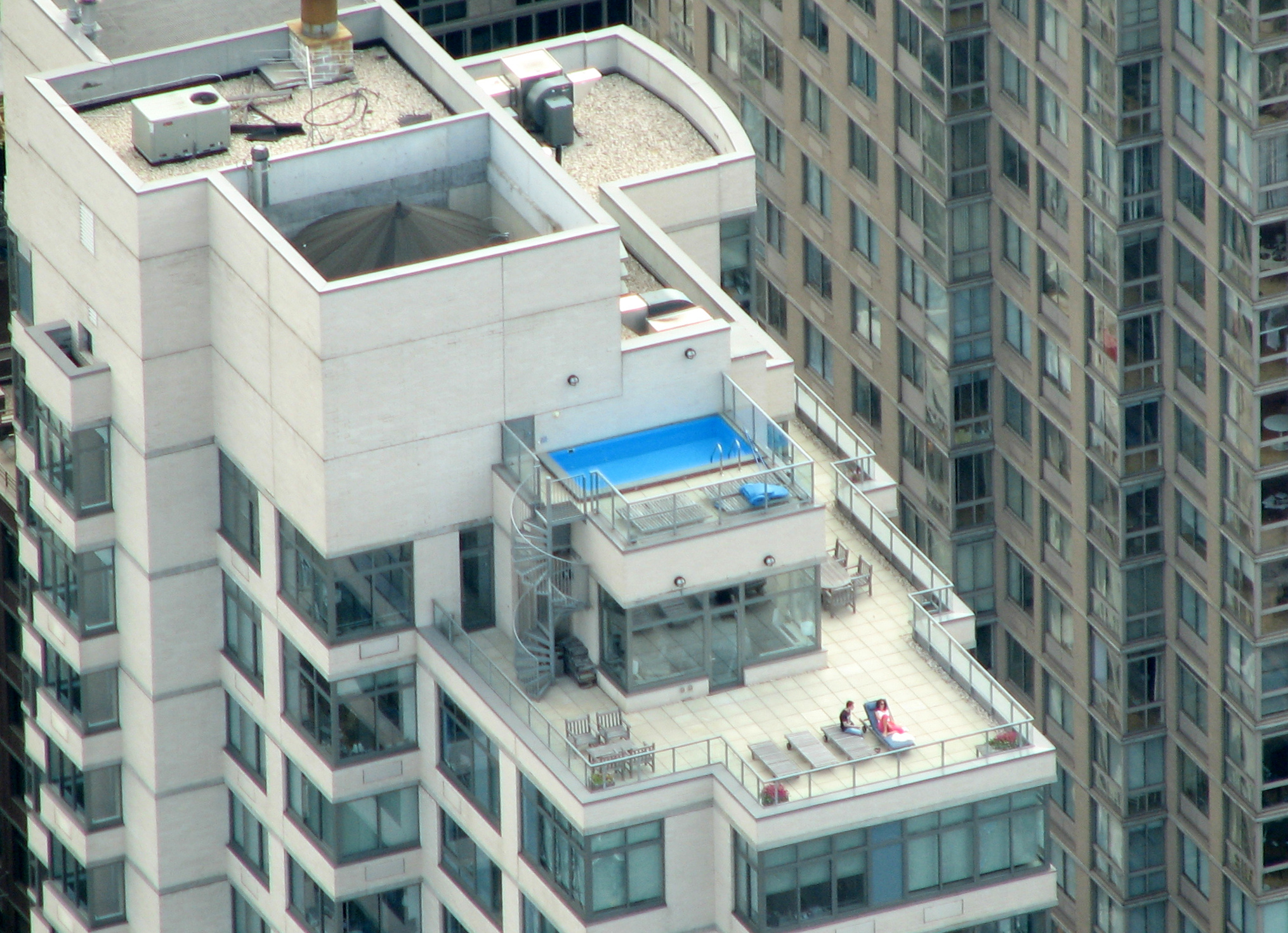
استخری بر بام یک ساختمان در نیویورک.
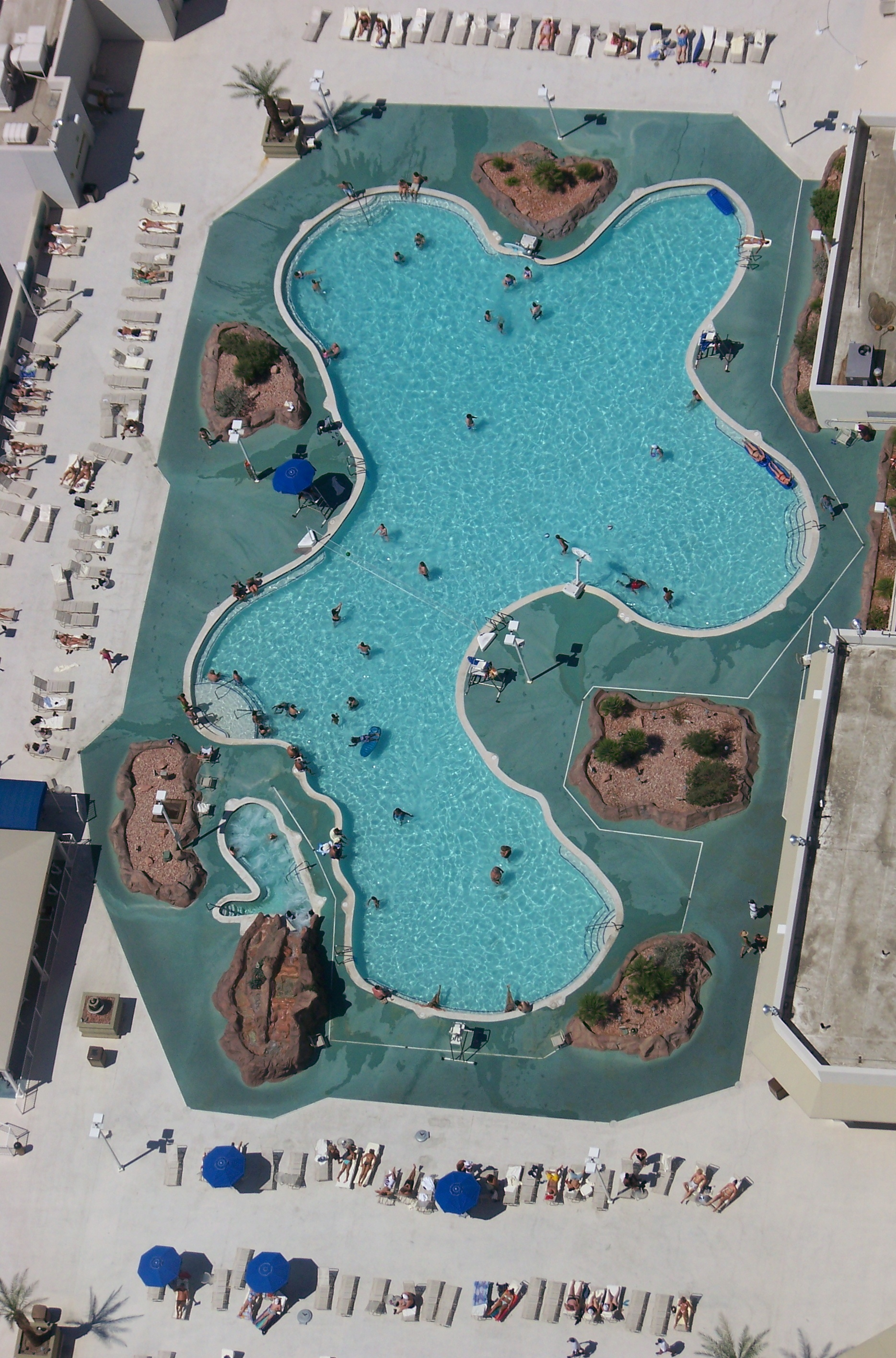
استخری در لاس وگاس
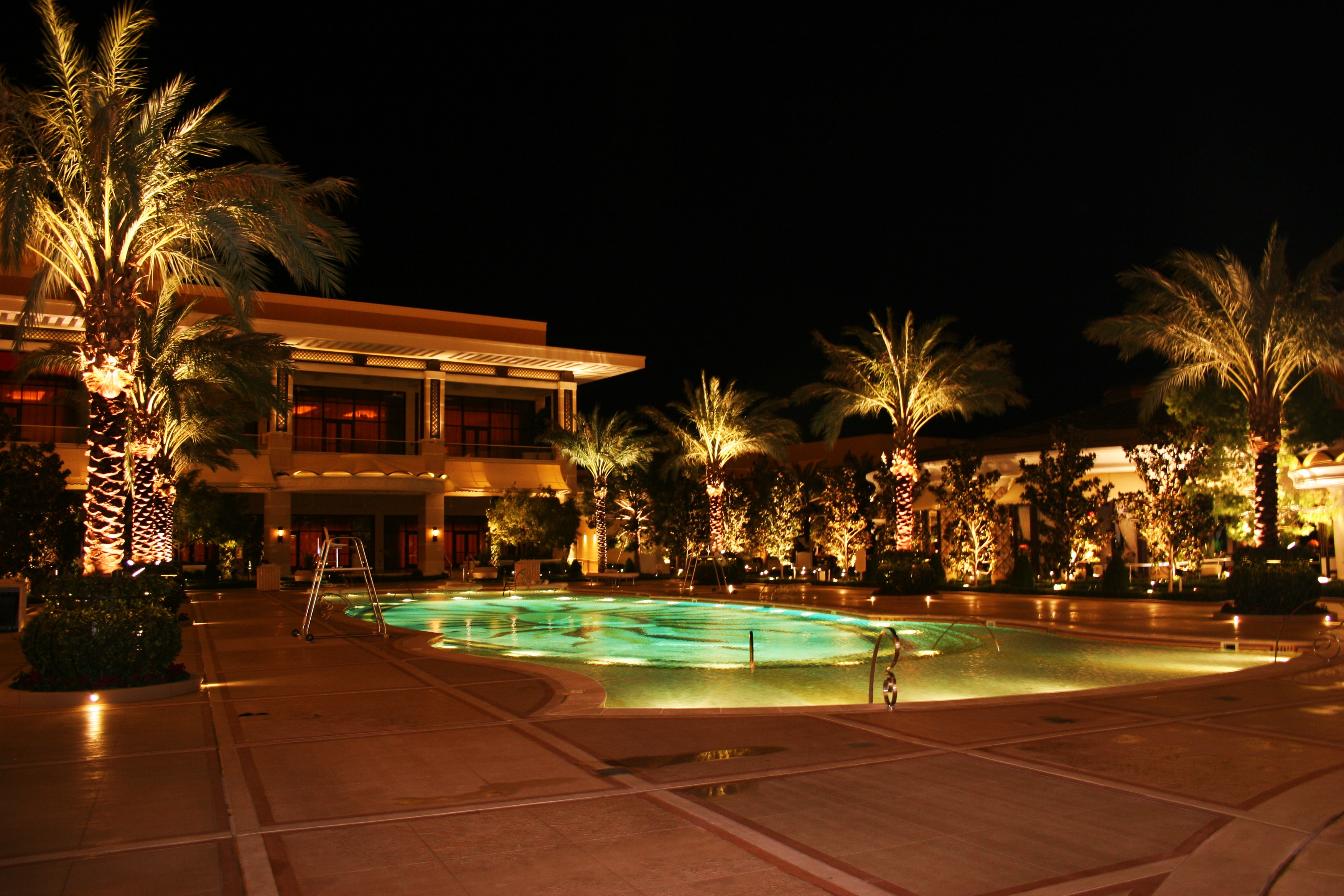
استخری محوطه‌سازی شده با درختان نخل.
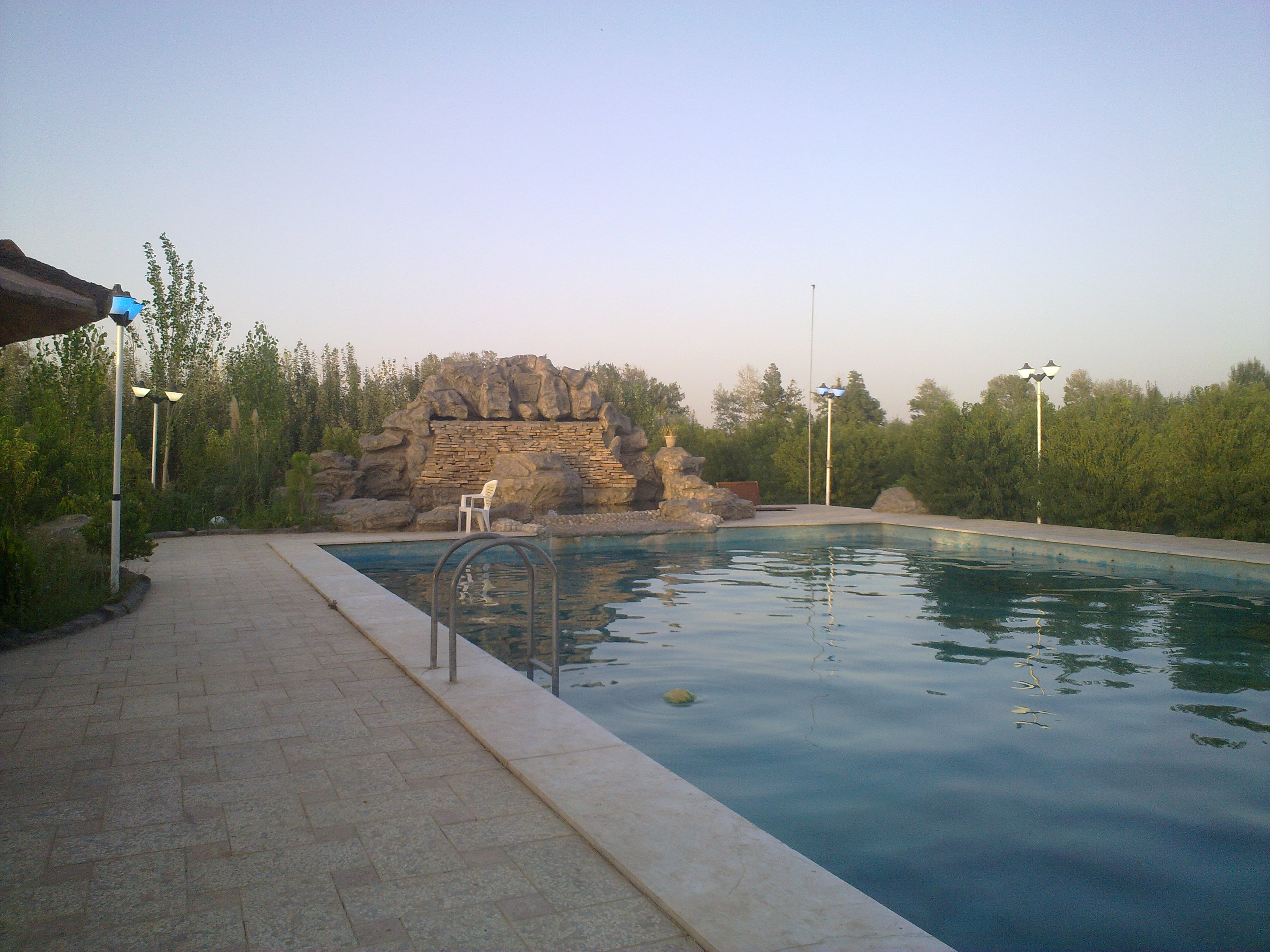
نمونه‌ای از استخر شخصی در ایران.
نقاشی یک شلپ بزرگتر اثر دیوید هاکنی